# 九龍巴士10線
九龍巴士10線是香港九龍的一條日間循環巴士路線，循環來往彩雲及大角咀，途經彩虹邨、鑽石山、黃大仙、新蒲崗、九龍仔、窩打老道、油麻地、旺角西、大角咀及旺角，然後折返彩雲，循環點則在富榮花園，為目前全港官方單程行車時間最長的巴士路線，達127分鐘。

## 歷史
- 1974年10月14日：投入服務，來往坪石及大角咀碼頭，取代9A取消後部份服務地區。
- 1976年2月18日：配合地鐵工程，本線改經通菜街，不再途經彌敦道。
- 1978年12月4日：總站由坪石延長至彩雲 。
- 1979年12月21日：往彩雲方向改經西洋菜街、新清水灣道、彩雲邨通道及清水灣道，然後進入總站。
- 1981年：改經九龍仔一帶。
- 1982年4月1日：改經東頭邨。
- 1986年6月26日：往彩雲方向改經界限街、伯爵街、太子道西及喇沙利道。
- 1991年5月7日：往彩雲方向改經彩虹邨通道、太子道東、清水灣道、新清水灣道、豐盛街及清水灣道，然後進入總站。
- 1995年5月8日：配合西九龍填海工程，總站由大角咀碼頭遷至大角咀。
- 1995年10月5日：配合新道路落成，改經櫻桃街隧道。
- 1995年10月16日：與改經鳳德道的11C線交換派車。
- 1996年11月10日：與3號線進行重組，本線改以循環線形式運作，前者則取消。由彩雲開出途經彩虹邨、鳳德道、東頭村道、九龍仔、窩打老道、渡船街、大角咀及旺角，然後折返彩雲，成為當時九龍區最長路程的路線。
- 1997年6月28日：改經旺角西，取道上海街、甘肅街、D10路（欣翔道）及D1路（海泓道），不再途經渡船街，全程行車里數增至接近22公里。
- 1999年7月11日：改經D9路（麗翔道、翱翔道）及D1路（海泓道），不再途經上海街、甘肅街及D10路。
- 2001年5月28日：增設空調巴士服務（$4.3）。
- 2002年10月5日：全線以空調巴士服務（$4.0）。
- 2006年7月30日：往彩雲方向改由樂善道直入彩虹道，不經東頭村道。
- 2008年6月8日：九巴加價，本線收費增至$4.2。
- 2011年5月15日：九巴加價，本線收費增至$4.4。
- 2013年3月17日：九巴加價，本線收費增至$4.7。
- 2014年7月6日：九巴加價，本線收費增至$4.9。
- 2015年6月27日：增設到站時間預報。[2]
- 2018年5月26日：往彩雲方向不停彩雲聖若瑟小學，改停牛池灣街市[3]。
- 2020年5月24日：因應中九龍幹線建造工程，翱翔道永久封閉，往大角咀方向經窩打老道，停靠上海街分站後改經新增的麗翔道西行，再右轉前往海泓道後返回原線。
- 2021年4月4日 : 九巴加價，本線收費增至$5.2。

## 服務時間及班次
| 彩雲開           | 彩雲開       | 彩雲開       |
| 日期             | 服務時間     | 班次（分鐘） |
| ---------------- | ------------ | ------------ |
| 星期一至五       | 06:00-07:00  | 20           |
| 星期一至五       | 07:15        |              |
| 星期一至五       | 07:35-14:15  | 20           |
| 星期一至五       | 14:30、14:50 |              |
| 星期一至五       | 15:10-15:40  | 15           |
| 星期一至五       | 15:40-21:20  | 20           |
| 星期一至五       | 21:20-21:45  | 25           |
| 星期一至五       | 21:45-23:45  | 30           |
| 星期六           | 06:00-20:00  | 20           |
| 星期六           | 20:00-21:15  | 25           |
| 星期六           | 21:15-23:45  | 30           |
| 星期日及公眾假期 | 06:00-09:20  | 25           |
| 星期日及公眾假期 | 09:20-18:20  | 20           |
| 星期日及公眾假期 | 18:20-21:15  | 25           |
| 星期日及公眾假期 | 21:15-23:45  | 30           |

## 收費
全程：$5.6
| - 本線設有12歲以下小童及65歲或以上長者半價優惠。 - 65歲或以上香港居民使用「樂悠咭」，以及12歲以下合資格殘疾兒童使用「殘疾人士身份」個人八達通繳付車資，均可享有每程$2.0或半價（以較低者為準）的票價優惠；12至64歲合資格殘疾人士使用「殘疾人士身份」個人八達通（包括「樂悠咭」），以及60至64歲香港居民使用「樂悠咭」繳付車資，均可享有每程$2.0或全費（以較低者為準）的票價優惠。 - 65歲或以上長者如使用長者或一般個人八達通繳付車資，則只可享有半價優惠；12至64歲合資格殘疾人士如不使用「殘疾人士身份」個人八達通，以及60至64歲人士如不使用「樂悠咭」繳付車資，必須繳付全費。 - 乘客可以現金或八達通於上車時付款，不設找續。 - 每位成人乘客可免費攜帶最多兩名4歲以下而不佔座位的兒童乘客乘車，超額之4歲以下小童必須繳付小童車費乘車。 - 持有「九巴月票」之乘客在車票有效期內，每日可享最多10程任何九龍巴士及龍運巴士路線（包括本路線，以及聯營路線的九龍巴士／龍運巴士提供的班次；惟乘搭機場「A」及「NA」線則可享原價二七折優惠（不會計算每天10次合資格車程））；而B1線則每日可享最多各2程（不會計算每天10次合資格車程）。 - 九龍巴士、城巴、龍運巴士及陽光巴士全職員工及家屬（不包括外判職員）可免費乘搭本路線，惟必須拍職員或職員家屬八達通。 - 乘客亦可透過多元化電子支付系統（e度嘟）繳付車資，包括使用非接觸式VISA卡、JCB卡、萬事達卡、銀聯卡、美國運通、大來國際、Discover Card、Apple Pay、Google Pay、Samsung Pay、AlipayHK「易乘碼」、支付寶、WeChatHK／微信支付「搭車碼」、銀聯雲閃付「乘車碼」及BOC Pay「乘車碼」。乘客使用此付款方式，使用此支付方式的乘客可享有中途下車之分段收費，以及與其他九巴／龍運獨營路線或聯營線九巴／龍運班次之轉乘優惠，惟不適用於與非九巴／龍運路線之轉乘優惠，亦不能享有「公共交通費用補貼計劃」及「長者及合資格殘疾人士公共交通票價優惠計劃」。 |

### 八達通轉乘優惠
乘客登上本線往彩雲方向後150分鐘內以同一張八達通卡轉乘91、91M/P或92往新界方向，或從91、91M/P或92往九龍方向登車後150分鐘內以同一張八達通卡轉乘本線往大角咀方向，次程可獲$4.2折扣優惠。

## 使用車輛
本線受伯爵街左轉太子道西、太子道西左轉喇沙利道和東寶庭道左轉嘉林邊道路面環境影響，因而祇能使用長度10.7米或以下的巴士行走。
現時本線使用4輛Enviro 400 10.5米（ATSE）、2輛斯堪尼亞K230UB 10.6米（ASB）及1輛富豪B9TL 10.6米（AVBWS）
| 車隊編號 | 車牌   |
| -------- | ------ |
| ASB13    | NV5551 |
| ASB20    | NV8110 |
| ATSE14   | RU2731 |
| ATSE15   | RU2798 |
| ATSE25   | RU6264 |
| ATSE28   | RV1709 |
| ATSE32   | RV4139 |
| ATSE50   | RW7232 |

## 行車路線

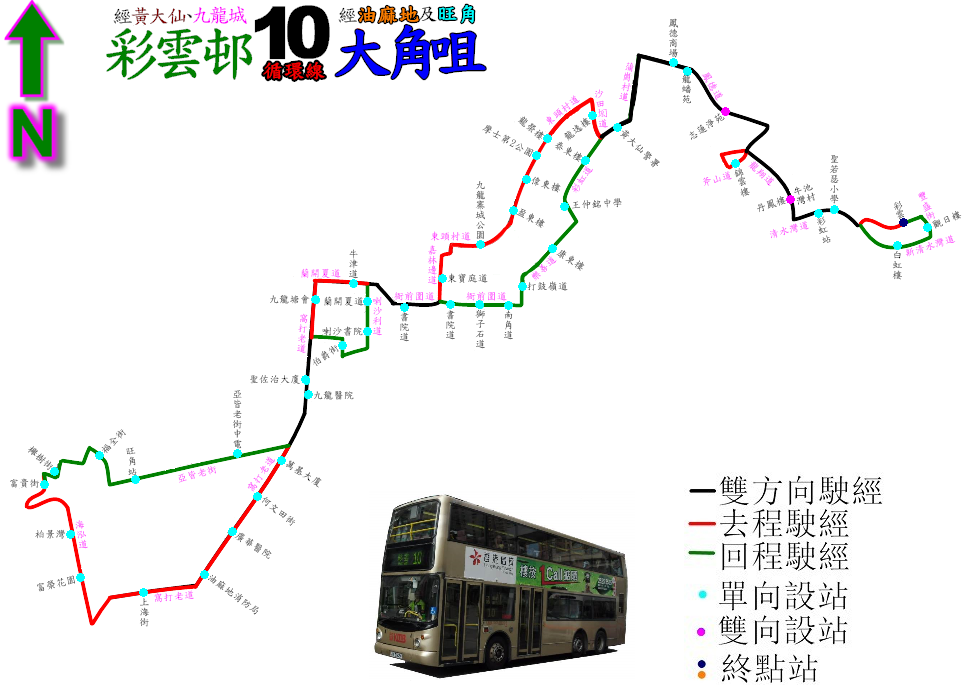
10路線的走線圖

經：清水灣道、龍翔道、彩虹道、斧山道天橋、鳳德道、蒲崗村道、彩虹道、沙田坳道、東頭村道、聯合道、東寶庭道、嘉林邊道、衙前圍道、蘭開夏道、窩打老道、麗翔道、海泓道、櫻桃街、大角咀道、櫸樹街、晏架街、槐樹街、福全街、旺角道、西洋菜南街、亞皆老街、窩打老道、界限街、伯爵街、太子道西、喇沙利道、衙前圍道、打鼓嶺道、樂善道、彩虹道、蒲崗村道、鳳德道、斧山道、龍翔道、清水灣道、新清水灣道、豐盛街及清水灣道。

### 沿線車站
| 彩雲開 | 彩雲開                           | 彩雲開                 |
| 序號   | 車站名稱                         | 位置                   |
| ------ | -------------------------------- | ---------------------- |
| 1      | 彩雲巴士總站                     | 彩雲巴士總站           |
| 2      | 牛池灣轉車站－彩虹站（K2）       | 坪石公共運輸交匯處     |
| 3      | 牛池灣轉車站－彩虹邨丹鳳樓（J1） | 龍翔道                 |
| 4      | 彩虹轉車站－彩虹邨錦雲樓（P1）   | 龍翔道                 |
| 5      | 志蓮淨苑                         | 鳳德道                 |
| 6      | 龍蟠苑                           | 鳳德道                 |
| 7      | 黃大仙下邨龍逸樓                 | 沙田坳道               |
| 8      | 黃大仙下邨龍榮樓                 | 東頭村道               |
| 9      | 摩士第二公園                     | 東頭村道               |
| 10     | 東頭邨偉東樓                     | 東頭村道               |
| 11     | 東頭邨盈東樓                     | 東頭村道               |
| 12     | 九龍寨城公園                     | 東頭村道               |
| 13     | 東寶庭道                         | 嘉林邊道               |
| 14     | 書院道                           | 衙前圍道               |
| 15     | 牛津道                           | 蘭開夏道               |
| 16     | 九龍塘會                         | 窩打老道               |
| 17     | 九龍醫院                         | 窩打老道               |
| 18     | 萬基大廈                         | 窩打老道               |
| 19     | 何文田街                         | 窩打老道               |
| 20     | 廣華醫院                         | 窩打老道               |
| 21     | 油麻地消防局                     | 窩打老道               |
| 22     | 上海街                           | 窩打老道               |
| 23     | 富榮花園                         | 海泓道                 |
| 24     | 柏景灣                           | 海泓道                 |
| 25     | 富貴街                           | 大角咀道               |
| 26     | 櫸樹街                           | 櫸樹街                 |
| 27     | 福全街                           | 福全街                 |
| 28     | 旺角站                           | 亞皆老街               |
| 29     | 亞皆老街中電                     | 亞皆老街               |
| 30     | 聖佐治大廈                       | 窩打老道               |
| 31     | 伯爵街                           | 伯爵街                 |
| 32     | 喇沙書院                         | 喇沙利道               |
| 33     | 蘭開夏道                         | 喇沙利道               |
| 34     | 書院道                           | 衙前圍道               |
| 35     | 獅子石道                         | 衙前圍道               |
| 36     | 南角道                           | 衙前圍道               |
| 37     | 打鼓嶺道                         | 打鼓嶺道               |
| 38     | 東頭邨康東樓                     | 樂善道                 |
| 39     | 王仲銘中學                       | 彩虹道                 |
| 40     | 啟德花園                         | 彩虹道                 |
| 41     | 黃大仙警署                       | 彩虹道                 |
| 42     | 鳳德商場                         | 鳳德道                 |
| 43     | 志蓮淨苑                         | 鳳德道                 |
| 44     | 牛池灣轉車站－牛池灣村（G2）     | 龍翔道                 |
| 45     | 牛池灣轉車站－牛池灣街市（F2）   | 清水灣道               |
| 46     | 彩雲邨白虹樓                     | 新清水灣道             |
| 47     | 彩雲邨觀日樓                     | 彩雲（豐盛街）巴士總站 |
| 48     | 彩雲巴士總站                     | 彩雲巴士總站           |

## 昔日的九巴10線
10號這個編號，已是第三次使用。
第一代10線為戰前市區路線，於1920年代由九巴營辦，來往油麻地碼頭及牛池灣，1933年延長為佐敦道碼頭至牛池灣，因二次大戰而停駛。
第二代10線即戰前的5線，來往尖沙咀碼頭及紀念碑（即今加士居道與佐敦道交界），因六七暴動而停駛，之前沒有重投服務，後由2C線（現已改為203C線）取代。

## 使用狀況
10號線路線迂迴，但途經多個獨市位，故主要客源以流水客為主，平日繁忙時間不時坐滿。

據2015-2016年度巴士路線發展計劃，本線在最繁忙的一小時載客率為57%；而非繁忙時間乘客量則為26%。而於喇沙利道、衙前圍道及樂善道沿路分站上落的乘客每日約700人次，佔乘客量的14%。
不過受惠於用車限制，2020年代出現富豪超級奧林比安10.6米(ASV)等三軸短車行走時，該班次亦吸引不少巴士迷乘搭。在2022年10月1日及2日更出現全線ASV的景象，亦令當天客量有所提升。

### 脫班
有黃大仙區議員在2016-2017年度黃大仙區巴士路線計劃中指出，此路線未能達到15-20分鐘的目標，居民往往要等候20-30分鐘。

## 外部連結
九巴
- 九龍巴士10線 （页面存档备份，存于）

其他
- 681巴士總站 （页面存档备份，存于）